# La metà di niente (singolo)
La metà di niente è un singolo del cantautore italiano Nek, il secondo estratto dall'undicesimo album in studio Filippo Neviani e pubblicato il 21 giugno 2013.

## Il brano
Quarta traccia di Filippo Neviani, La metà di niente è stato scritto dallo stesso Nek insieme a Federica Camba e Daniele Coro.
Il brano è stato realizzato anche in lingua spagnola con il titolo di La mitad de nada: tale versione ha visto anche la partecipazione vocale del cantante Sergio Dalma ed è stato pubblicato come singolo apripista della versione spagnola dell'album l'8 aprile 2013.

## Video musicale
Il videoclip è entrato in rotazione televisiva il 30 agosto 2013.

## Tracce
Download digitale – La metà di niente
1. La metà di niente – 3:35

Download digitale – La mitad de nada
1. La mitad de nada (Duet with Sergio Dalma) – 3:35